# Randolph M. Nesse

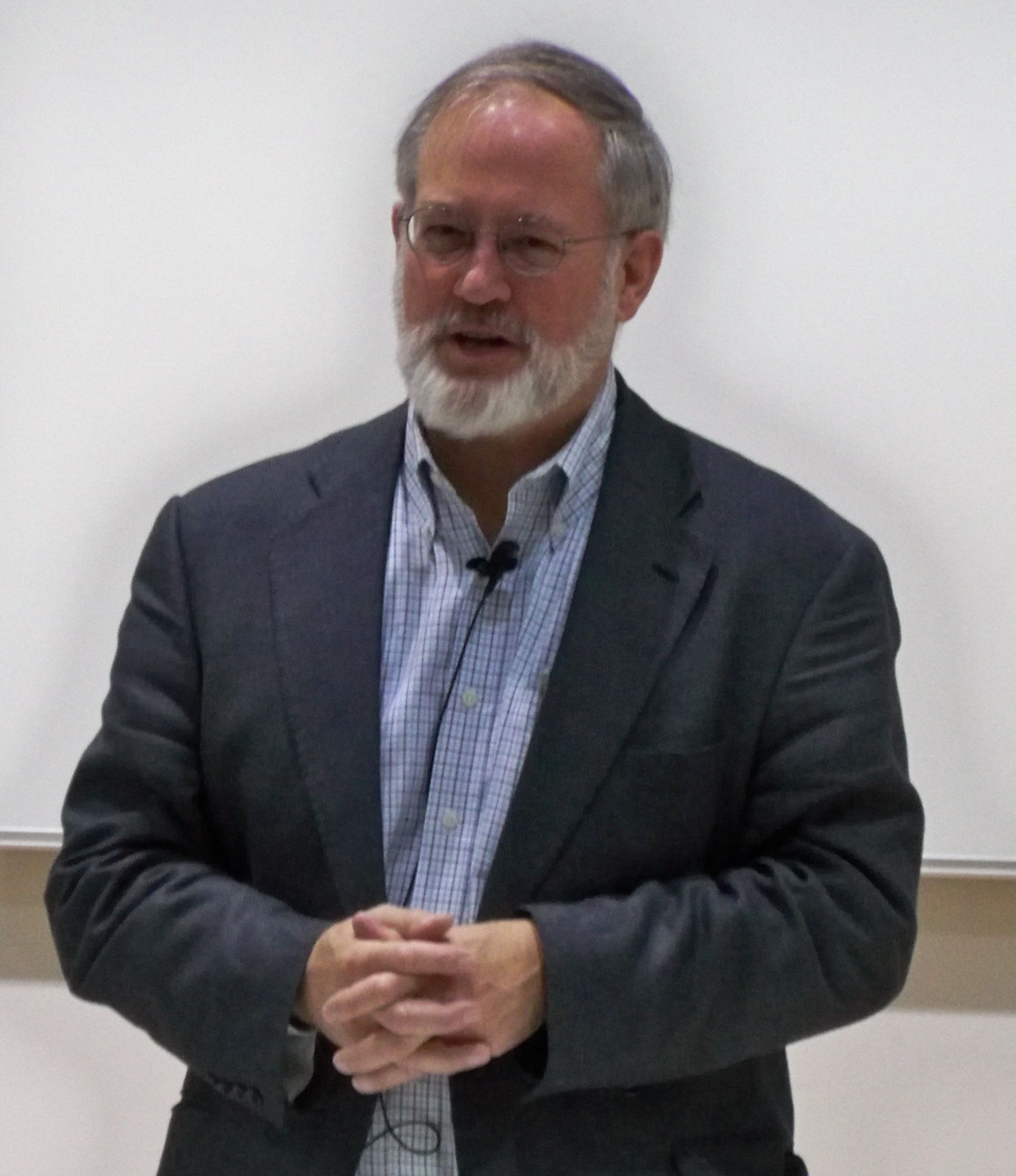
Randolph M. Nesse

Randolph M. Nesse, (1948) is een Amerikaanse evolutionaire bioloog. Hij heeft een belangrijke bijdrage geleverd op het gebied van evolutionaire psychologie en evolutionaire geneeskunde, en verder naar evolutionaire oorsprong van emoties en hoe natuurlijke selectie de capaciteit voor motivatie beïnvloedt. 
Nesse is een professor aan de psychologieafdeling van de Ann Arbor Universiteit van Michigan en een professor in de psychiatrie bij het Universitair Medisch Centrum Michigan. Nesse is ook de directeur van het Evolutie & Menselijke Adaptatie Programma aan de Universiteit van Michigan.